# Мастридија Јерусалимска
Преподобна Мастридија је хришћанска светитељка.
Живела је у Јерусалиму и строго се подвизавала. Неки млад човек загледа се у њу и почне јој досађивати. Да би спасла и себе и тога младог човека од греха, Мастридија узме у једну котарицу мало наквашена боба и удаљи се у пустињу. У пустињи проведе седамнаест година, и за све време, по сили Божјој, нити јој је нестало боба, нити јој је хаљина овештала. Умрла је око 580. године.
Српска православна црква слави је 7. фебруара по црквеном, а 20. фебруара по грегоријанском календару.